# 仙田学
仙田 学（せんだ まなぶ、1975年1月27日 - ）は、日本の小説家。2003年に処女作「中国の拷問」で早稲田文学新人賞を受賞しデビュー。

## 来歴
京都府生まれ。東大寺学園中学校・高等学校を経て、大阪芸術大学芸術計画学科中退。関西大学文学部フランス文学科卒業。学習院大学大学院フランス文学科博士課程単位取得退学。修士（文学）。
2003年に「中国の拷問」で第19回早稲田文学新人賞を受賞。2013年に初のライトノベル作品『ツルツルちゃん』をNMG文庫から発表。2014年に純文学作品短編集『盗まれた遺書』を河出書房新社から発表。
2022年より京都芸術大学文芸表現学科講師。

## 人物
- 趣味は女装[5]。早稲田文学2013年6月号では表紙と巻頭グラビアになっている。

### ＣＷＳ創作学校・作家インタビュー・第１回　仙田学
1. 1、書くこと、のはじまり
2. 2、女装＝助走する小説家
3. 3、インプット←→アウトプット
4. 4、重たいオノを振りまわせ

## 作品リスト

### 小説
- ツルツルちゃん (2013年  NMG文庫、オークラ出版)
- 盗まれた遺書 (2014年  河出書房新社)

### 単行本未収録
- 平均的駅員　前（2004年1月、早稲田文学1月号）
- 平均的駅員　後（2004年3月、早稲田文学3月号）
- きみの中指の深爪の（2004年11月、早稲田文学11月号）
- 億光年の涙（2005年5月、早稲田文学5月号）
- 虫（2006年7月、牛王4号）
- 夏への扉の木目-西森琴乃展「春」に寄せて（2008年2月、Reviewhouse創刊号）
- 零年代のレミー・コーション(2009年6月、國文学6月臨時増刊号「小説はどこへ行くのか」)
- ツルツルちゃん2（2016年3月〜2017年1月、文学金魚）
- 鬼門コンパ（2016年6月〜8月、SF Prologue Wave）
- 愛と愛と愛（2016年8月、文藝秋季号）
- かよひぢ（2016年11月、Criteria 1）
- 変態地獄（2017年11月、Criteria 2）
- アイドル（2019年4月、文藝夏季号）
- レイプ（2019年12月、Criteria 4）
- 剥きあう（2020年11月　文学界11月号）
- 赤色少女（2022年7月　文学界8月号）

### ノンフィクション
- ときどき女装するシングルパパが娘ふたりを育てながら考える家族、愛、性のことなど　WAVE出版

### エッセイ
- 15×2＝30＝60÷2(2009年5月、文学界5月号)
- 生活を変えたくなる(2009年5月、別冊文藝『太宰治』)
- 幻想の自由（2013年12月、すばる12月号）
- いとうせいこう『存在しない小説』（書評、2014年文藝春季号）
- 祈りと叫び（2014年5月、文藝別冊・ニルヴァーナ）
- かわいいスパシーバ（2016年、早稲田文学、小説のすきま第一回）
- 無人サーカス（2016年、早稲田文学、小説のすきま第二回）
- ときどき女装するシングルパパが娘ふたりを育てながら考える家族、愛、性のことなど WAVE出版

### 書評
- 終わりなきやり直し（2018年4月　早稲田文学2018年春号、金井美恵子なんかこわくない）
- 未知なる記憶を創りだす（2018年6月　群像６　金井美恵子「スタア誕生」）
- 物語と孤独とスノーブーツ（2018年11月17日　図書新聞3375号　倉数茂『名もなき王国』）
- こういう積み重ねがなくて人間はどこにいることにならない（2019年2月21日　吉田健一ふたたび）
- 「ふり」にまみれたバリアフリーな生き物たち（2019年9月　すばる　市原佐都子『マミトの天使』）
- 五万年前の「私」（2019年12月14日　図書新聞3427号　宮内勝典『南風』）

### web連載
- feely

1. 「根本的には人は変われない」女装小説家・仙田学が語る理解しあえない男女の関係 -  2019年05月13日

- 日刊SPA!

1. 篠山紀信に女装グラビアを撮ってもらった小説家の肖像―仙田学の『女のコより僕のほうが可愛いもんっ!!』 - 2017年04月02日
2. 写真家・篠山紀信が語った「ジョンとヨーコ」のある思い出――仙田学の『女のコより僕のほうが可愛いもんっ!!』 - 2017年04月09日
3. 僕に女装を教えてくれた「嶽本野ばら」好きの彼女との思い出――女装小説家・仙田学の『女のコより僕のほうが可愛いもんっ!!』 - 2017年04月17日
4. ハロウィンの夜、巫女服プレイで女装に目覚めたT君――女装小説家・仙田学の『女のコより僕のほうが可愛いもんっ!!』 - 2017年04月24日
5. 女装小説家、新宿2丁目「女の子クラブ」へ行く――仙田学の『女のコより僕のほうが可愛いもんっ!!』 - 2017年05月14日
6. 女装小説家、女装ノイズコアバンドドラマーと出会う――仙田学の『女のコより僕のほうが可愛いもんっ!!』 - 2017年05月26日
7. 男の娘や女装家は「家族を味方につける」しかない――女装小説家・仙田学の願い - 2017年06月09日
8. 学生時代、女装する私は周りにどう見られていたのか?――女装小説家・仙田学の追憶 - 2017年06月17日
9. 家族や子供のために女装をやめられるか？――女装小説家・仙田学の決断 - 2017年07月03日
10. ツイッターで見かけた可愛い女装男子たちにメイクのコツを聞いてみた…【女装小説家・仙田学】 - 2017年07月16日
11. ヒゲを隠すのに苦労する…女装男子の並々ならぬメイクへの情熱【女装小説家・仙田学】 - 2017年07月29日
12. 初めて大勢のヒトの前で女装するのってどんな気持ち…? 女装小説家・仙田学の覚悟 - 2017年09月29日
13. LGBT差別をなくすため「ミュージカル」を立ち上げた30人の男たち――女装小説家・仙田学 - 2017年12月06日
14. 「女装したい人たちを幸せにしたい」世界初ジェンダーフリー歌劇団の誕生秘話――女装小説家・仙田学 - 2017年12月11日

- DANRO＞「仙田学」

1. 妻であり、母親であることの閉塞感～女性の自由と孤独 - 2018.08.17
2. 「ひどい目にあったけど思い出せない」暴力にさらされ続けた女性の告白 - 2018.09.12
3. 「最愛の旦那と心からつながれない」 35歳妻の絶望的な孤独 - 2018.10.10
4. 離婚して家事や子育てを放棄した妻 「自由」を手に入れて思うこと - 2018.10.26
5. 不倫相手の子を産んで夫と育てた妻 「夫が泣くところを初めて見た」 - 2018.11.13
6. 「モテたいけどモテない」15年以上婚活を続けた40歳女「結婚相談所」を起業 - 2018.11.27
7. 「乳がん患者も下着にこだわりたい！」 患者が生み出した華やかな「乳がん用ブラジャー」 - 2018.12.14
8. 「私は子育てに向いていない」理想の母親像に苦しむ女性が手に入れた「解放」 - 2018.12.25
9. 体は女だけど、心は男――明るい”オニイタレント”が語る「自分らしく生きること」 - 2019.01.11
10. 「愛人業」で生計を立ててきた58歳女性の本音「愛人とはヘルパーみたいなもの」 - 2019.02.10
11. 「女装するのは自己肯定欲求が強いから」 父になった私が女装を続けるワケ - 2019.03.13
12. 酒に溺れる生活をやめて、自分と向き合った女性「離婚して寂しかったんだと思う」 - 2019.04.14
13. 母を苦労させた父が大嫌いだったが…30代になって「本当の気持ち」に気づいた女性 - 2019.05.21
14. 自分と向き合うことの大切さ 夫のモラハラを乗り越えた女性 - 2019.07.07
15. 困難乗り越えた女性起業家が振り返る「ひとりで働くことの難しさ」 - 2019.08.16
16. 「今いる場所は狭い世界」 飽くなき挑戦を続ける弁護士・亀石倫子さんの半生 - 2019.10.03
17. 「片付けで人生は変わる」 整理収納アドバイザーが語る片付けの力 - 2019.10.31
18. 「好きなことを仕事にする」仕事に行き詰まった女性起業家が気づいたこと - 2019.11.25
19. 「アート作品を創作できるカフェ」が欲しくて自分で作った女性アーティスト - 2020.01.15
20. 「人と人がつながる場所を」20代女性会社員がレンタルスペースを開いた理由 - 2020.01.27
21. 「自分が自分らしくいるために」　女性医師がフリーランスの医師になった理由 - 2020.02.07
22. 20代女性起業家が”消えるタトゥー”に注目した理由、「ジャグアタトゥー」の魅力とは - 2020.03.13

- cakes - 女装パパが「ママ」をしながら、家族と愛と性について考えてみた。

1. 女装癖を持つ小説家の私は、親になるのが不安でたまらなかった。 -2020.04.01
2. 女装を始めたきっかけは「16歳のときの初恋」……そのワケは？ -2020.04.08
3. 鏡のなかの女装した自分が「理想の女性」 - 2020.04.15
4. 子どもを信じる！17時～21時「子育てのコアタイム」の楽しい乗り切り方 - 2020.04.22
5. 「加害者意識」と「つながり」——withコロナ時代の子育てで変わる２つのこと - 2020.04.28
6. withコロナ時代に映画やマンガ、小説の役割はこう変わる！？ - 2020.05.06
7. 「根本的には人は変われない」女装小説家・仙田学が語る理解しあえない男女の関係 - 2019.05.13
8. 「母子」手帳から排除されてきた「父」——育児は母親だけのもの？　2020.06.17
9. 宿題を嫌がり泣きわめく長女——宿題の前にやるべきこととは　2020.06.24
10. 保育園の卒園式でママ友からクレーム!?「あなたのせいで…」　2020.07.01
11. 性教育に悩むパパに娘が放ったひと言…「だって家族やもん！」　2020.07.08
12. 児童虐待かも？！　通報はしたけどモヤモヤが残る - 2020.07.15
13. もと不登校児のパパが、「学校が嫌」と休んだ娘と話したこと - 2020.07.22
14. 子どもが殺虫剤を浴びた！？救急車を呼んだら虐待を疑われた - 2020.07.29
15. 保育園と幼稚園はどう違う？！両方に通ってハッキリした子どもの変化 - 2020.08.05
16. 2人の娘のシングルファーザーに？！43歳から始まるセカンドライフ - 2020.08.12
17. 子どもの前で女装することがシングルファーザーの第一歩だった - 2020.08.19
18. 脱毛とは「毛のないもうひとりの私」という遊び道具を手に入れること - 2020年9月2日
19. 元妻が子どもたちを出産した日の、忘れられない光景 - 2020年9月16日
20. コロナ禍のもとで旅行をして気づいた「新しいこと、初めてのこと - 2020年9月30日
21. ヴァイオレット・エヴァ―ガーデンと「手なし娘」 - 2020年10月14日
22. 『鬼滅の刃』に学ぶ子育ての極意？！「俺は俺の責務を全うする！」 - 2020年10月28日
23. コロナ禍での保育園の行事には参加すべき？！ - 2020年11月11日
24. 「サンタさんから犬をもらいたい」子どもの願いとペットロス - 2020年11月25日
25. 「たまこラブストーリー」が描く高校3年生の恋と成長 - 2020年12月9日
26. 「サンタさんありがとう！」天井に向かって叫んだ娘の思い - 2020年12月23日
27. マンガにアニメに鬼ごっこ——子ども達と過ごした年末年始 - 2021年1月14日
28. 次女「パン買ってこい!!」私「……」威張りん坊で甘えん坊な次女 - 2021年1月27日
29. 子育てとアニメ——京都アニメーションの作品が描く「人間」とは - 2021年2月10日
30. 子どもの将来——仕事を選ぶこと、何者かになるということ - 2021年2月24日
31. 「もうやり終えたのだろうか」CLANNADが描く子育てとは - 2021年3月10日
32. 保育園卒園は子育ての第1章の終わり！？ - 2021年3月24日
33. 出会いと別れの季節に振り返る親族、家系、ルーツと性の目覚め - 2021年4月8日
34. 子どもに勉強を教える——親は監督ではなく球拾いに徹するべき！？ - 2021年4月21日
35. 卒業アルバムは変わらない「私」を手繰り寄せるための糸 - 2021年5月5日
36. 「社会の一員として話を聞きたい」テレビの報道番組から取材を受けて - 2021年5月19日
37. 子どもが大好きな遊びベスト10！！宝物のような経験 - 2021年6月2日
38. 子育てで困ったときには、子どもに頼ってみるといい！？ - 2021年6月16日
39. 「君の英語は三流です」と叱られて——「学ぶ」ってどういうこと！？ - 2021年6月30日
40. 褒めて育てる？それとも怒る？子どもが問題行動を起こしたとき - 2021年7月14日
41. お父さんに怒られるから帰りたくない！「放置子」かもしれない子ども - 2021年7月28日

- 現代ビジネス

1. 誰にも頼れない…あるシングルファーザーの孤独を変えた「ママ友の力」 - 2020.06.20
2. 不登校、挫折、恋…「父親の圧」から逃れ、男らしさを捨てた女装家の半生 - 2020.08.13
3. 父親になるのが怖かった男の「乾いた心」を満たしてくれた、子供の力 - 2020.9.22
4. 私、4股してるの…別れを迫る「年下の彼女」が突きつけた、衝撃の事実 - 2020.11.05
5. 強烈にむなしい…ナンパに「自分の拠り所」を求めた男の「深い心の闇」 - 2020.11.05
6. 給料は減り、頼る人もいない…孤立する"父子家庭"の見えない「貧困の実態」【対談】仙田 学×今井 智洋 - 2021.01.22

【連載】私たちの幸と不幸
1. 38歳、不倫がバレて「すべてを失った妻」が、それでも離婚してよかったと言えるワケ - 2021.04.28
2. 不倫相手の子どもを産んで、夫と育てた、52歳主婦の「ヤバすぎる過去」 - 2021.07.30

### テレビ出演
- TBS報道特集 - 2021.05.08

### 映画出演
- 鬼畜大宴会(1997年、熊切和嘉監督)

### インタビュー
- シングルファーザーは「見えない存在」…娘2人を育てる父親が子育てで感じる孤独 - FNNプライムオンライン 2021年2月6日
- ときどき女装するシングルファザーの小説家の「ていねいな子育て」 - たまひよ 2021/02/14

### 著者に関する紹介記事
- 文藝夏号　2008年
- 絶対安全文藝批評　佐々木敦　ＩＮＣＡＳパブリケーションズ　2008年2月
- すばる　いかに盗むのか　仙田学「盗まれた遺書」佐藤康智　2014年6月
- 文藝夏　「盗まれた遺書」雪舟えま　2014年
- 週刊新潮　「愛と愛と青」文芸時評（栗原裕一郎）　2016年7月
- 東京新聞、他　「愛と愛と愛」月評　2016年7月
- 文学界９月号　「愛と愛と愛」月評　2016年8月
- 図書新聞　「愛と愛と愛」他、書評（岡和田晃）　2016年8月13日号
- 文芸時評　「剥きあう」書評　伊藤氏貴　2020年11月26日
- 図書新聞　「ときどき女装するシングルパパが娘ふたりを育てながら考える家族、愛、性のことなど」東條慎生　2021年3月6日
- 望星４月号　「ときどき女装するシングルパパが娘ふたりを育てながら考える家族、愛、性のことなど」佐藤康智　2021年3月15日

### その他
- ドリームナイト（2009年2月、黒瀬陽平、伊藤亜沙主催の美術イベント　出演）
- ユーモアと飛躍 そこにふれる展（2013年9月、美術展、小林耕平とトークセッション）
- 文学金魚対談（2016年、西紀貫之との対談）
- 文藝秋季号2017年　特集「文学地図」
- ときどき女装するシングルファザーの小説家の「ていねいな子育て」